# エドワード・ペンフィールド
エドワード・ペンフィールド（Edward Penfield、1866年6月2日 - 1925年2月8日）はアメリカ合衆国のイラストレーター、ポスター画家である。19世紀末から20世紀初頭のアメリカ合衆国の「イラストレーションの黄金時代」と呼ばれる時代を代表するイラストレーターの一人である。

## 略歴
ニューヨークのブルックリンで生まれた。アート・スチューデンツ・リーグ・オブ・ニューヨークで学び、画家のジョージ・デ・フォレスト・ブラッシュ(George de Forest Brush: 1855–1941)の助手になった。
雑誌「ハーパーズ・ウィークリー」から挿絵の注文を受けるようになり、後に雑誌社で美術監督になった。1893年から、毎月出版される「ハーパーズ・マガジン」の宣伝ポスターの制作を担当し、単純なフォルムと限られた色数で目を引く独自のスタイルの一連のポスターを制作した。1896年にポスターを集めた画集「Posters in Miniature (New York, Russel & Sons)」が出版された。
第一次世界大戦の前に、何度かヨーロッパに渡り、風景をスケッチし、出版社スクリブナーズから1907年に画集「 Holland Sketches」を出版し、1911年にスペインを描いた画集も出版された。
生涯の大半を当時、芸術家や俳優などが多く住んだ、ニューヨーク州のニューロシェルで暮らし、何人かのイラストレーターもニューロシェルに住むようになった。1912年に設立されたニューロシェル美術協会(New Rochelle Art Association)の設立を支援した。
ペンフィールドのポスターにはアルフォンス・ミュシャやテオフィル・アレクサンドル・スタンラン、ロートレックといったヨーロッパのアール・ヌーボーのポスター画家と共通したスタイルでもあった。

## 作品

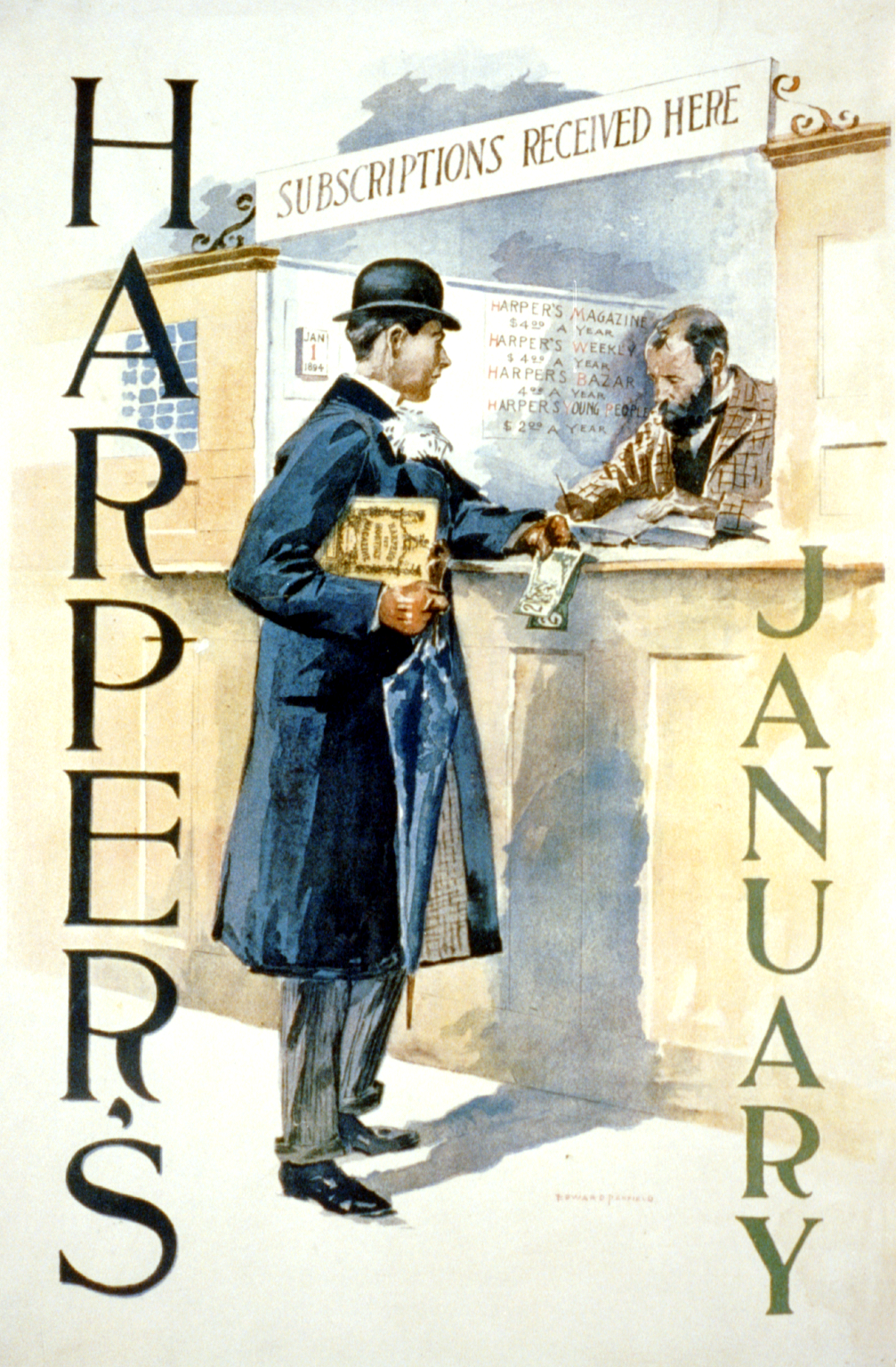
「ハーパーズ・マガジン」のポスター　(1894)
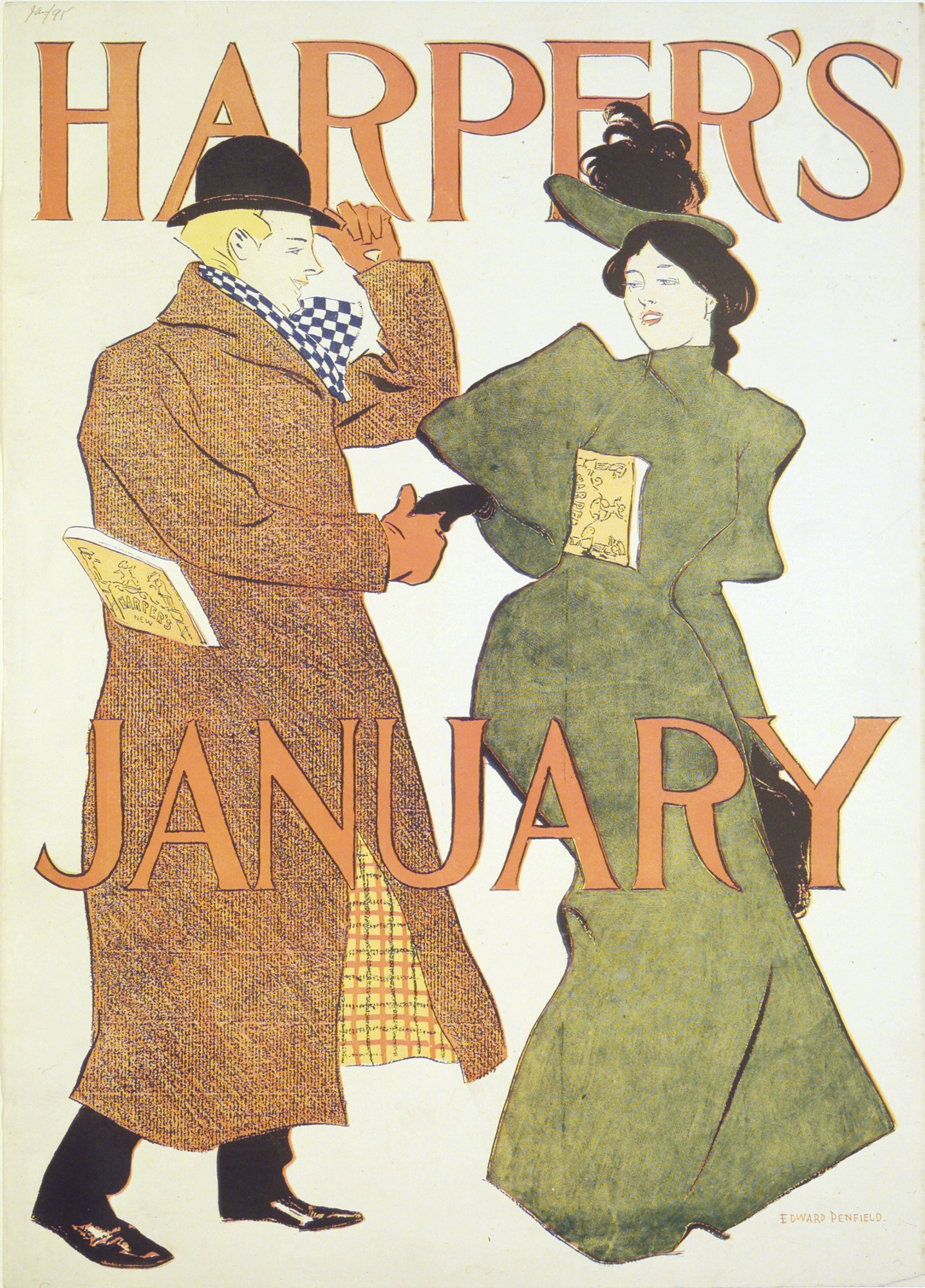
「ハーパーズ・マガジン」のポスター　(c.1895)
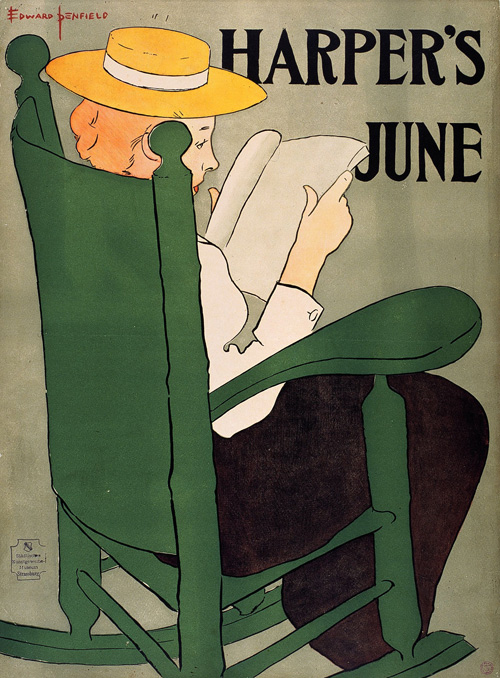
「ハーパーズ・マガジン」のポスター　(1896)
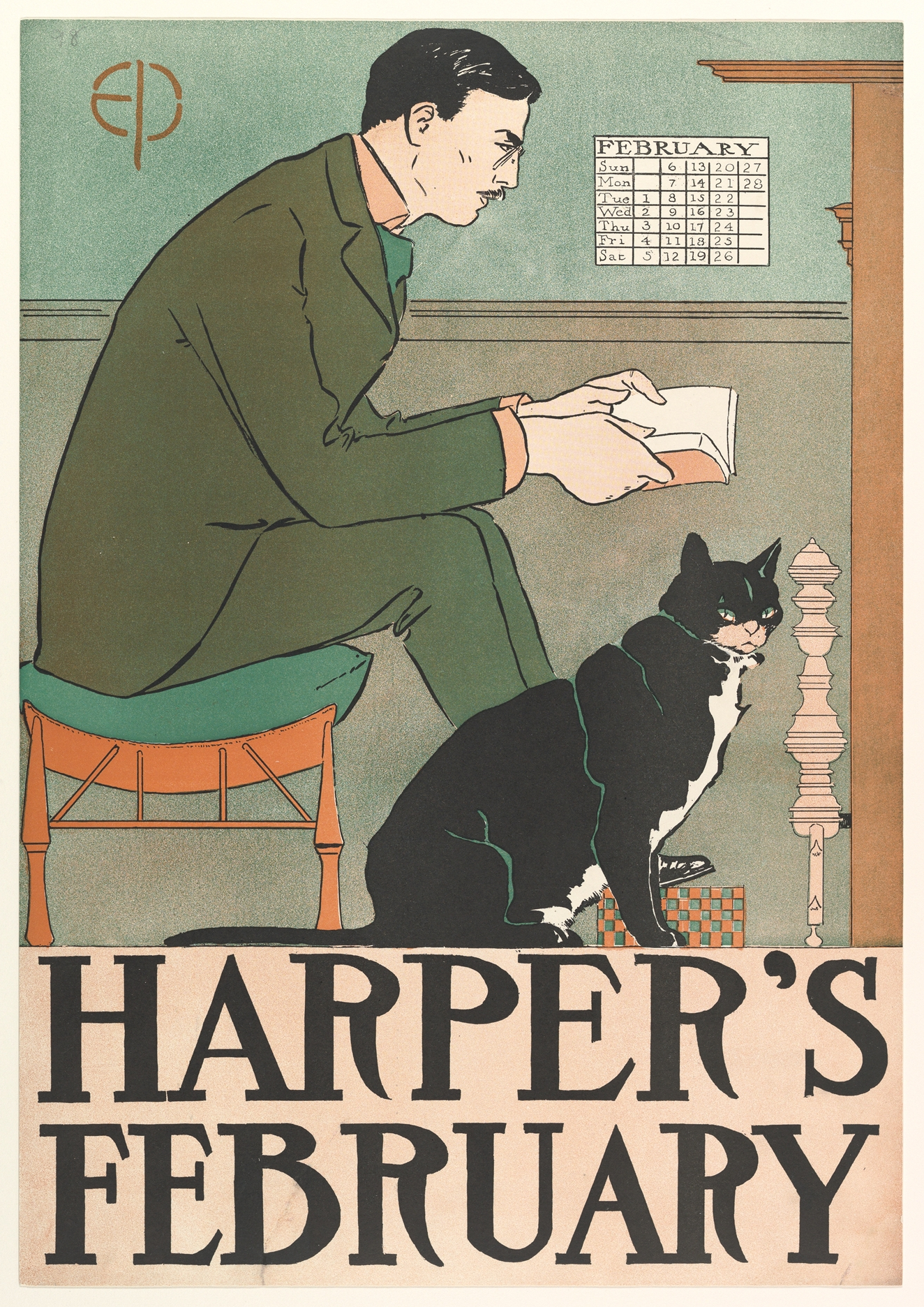
ハーパーズ・マガジン」のポスター　(1898)
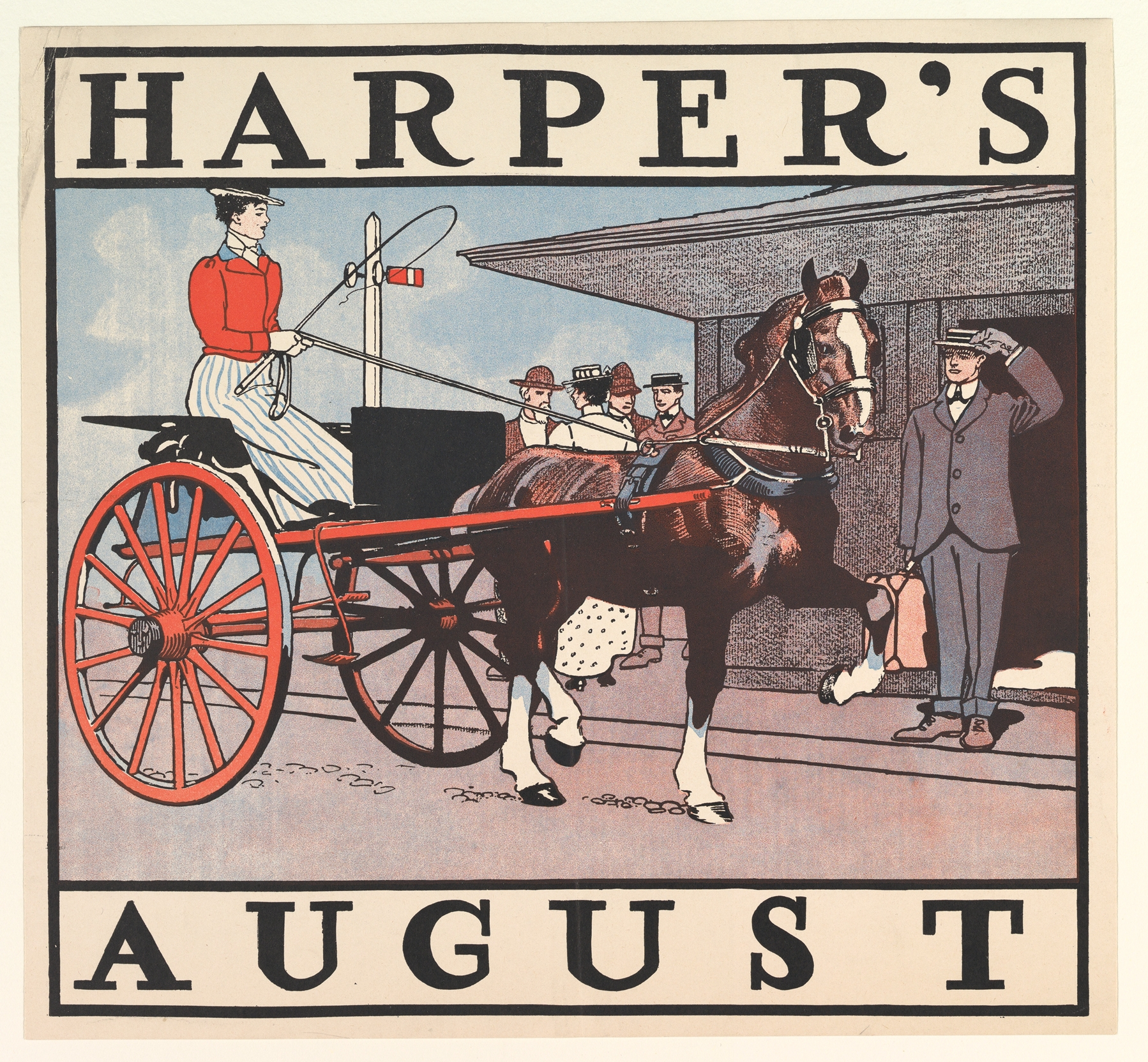
「ハーパーズ・マガジン」のポスター　(1899)
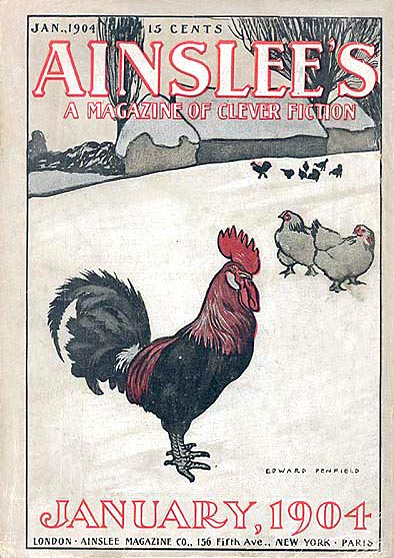
雑誌表紙絵
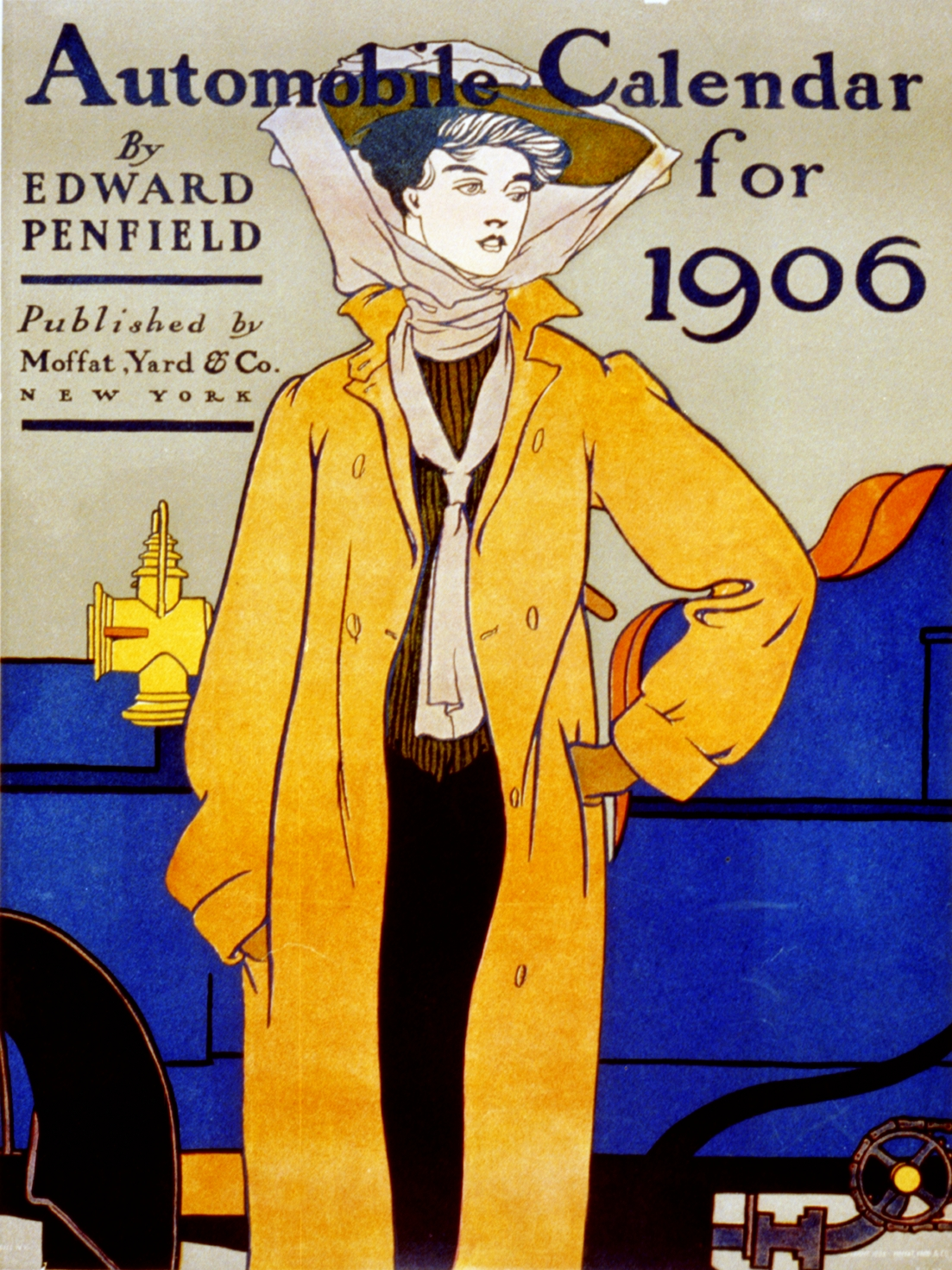
カレンダー
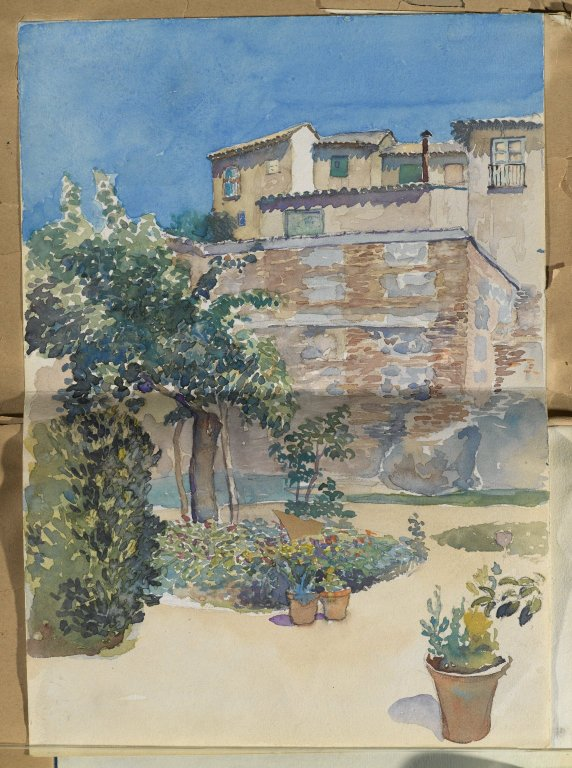
スペインでのスケッチ(水彩画)
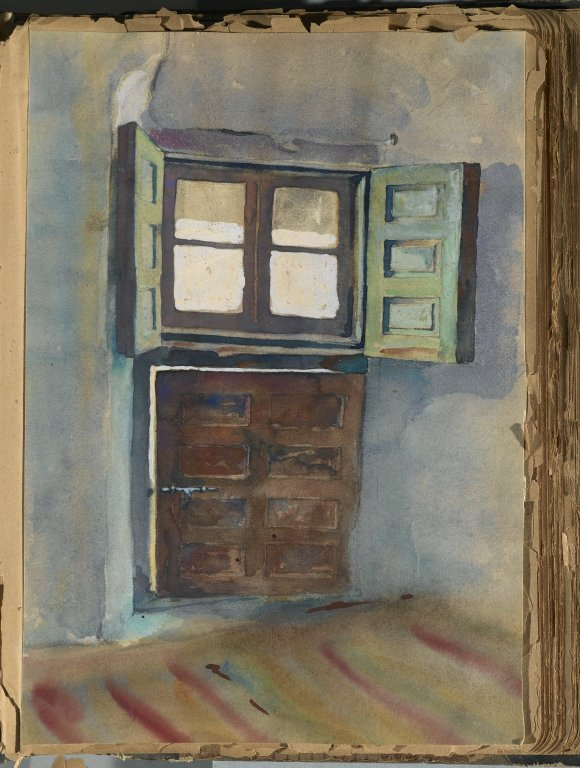
スペインでのスケッチ(水彩画)